# HMS H49
| HMS H49                                                             | HMS H49 | HMS H49 |
| ------------------------------------------------------------------- | --- | --- |
| HMS H49                                                             | | |
|                                                                     | | |
| Британський підводний човен H49                                     | | |
| Верф                                                                | William Beardmore & Company, Далмуїр | William Beardmore & Company, Далмуїр |
| Під прапором                                                        | Велика Британія | Велика Британія |
| Належність                                                          | Військово-морські сили Великої Британії | Військово-морські сили Великої Британії |
| Порт приписки                                                       | Портленд, Портсмут, Дувр, Лоустофт | Портленд, Портсмут, Дувр, Лоустофт |
| Замовлення                                                          | липень 1917 | липень 1917 |
| Закладений                                                          | 21 січня 1918 | 21 січня 1918 |
| Спуск на воду                                                       | 15 липня 1919 | 15 липня 1919 |
| Введений до складу флоту                                            | 25 жовтня 1919 | 25 жовтня 1919 |
| На службі                                                           | 1919-1940 | 1919-1940 |
| Загибель                                                            | 18 жовтня 1940 року затоплений глибинними бомбами німецьких патрульних катерів UJ111, UJ116 і UJ118 під командуванням Вольфганга Кадена поблизу голландського острову Тесел | 18 жовтня 1940 року затоплений глибинними бомбами німецьких патрульних катерів UJ111, UJ116 і UJ118 під командуванням Вольфганга Кадена поблизу голландського острову Тесел |
| Бойовий досвід                                                      | Друга світова війна | Друга світова війна |
| Проєкт                                                              | | |
| Тип ПЧ                                                              | прибережний дизель-електричний торпедний ПЧ | прибережний дизель-електричний торпедний ПЧ |
| Основні характеристики                                              | | |
| Швидкість (надводна)                                                | 11,5 вузлів (21,3 км/год) | 11,5 вузлів (21,3 км/год) |
| Швидкість (підводна)                                                | 9 вузлів (17 км/год) | 9 вузлів (17 км/год) |
| Робоча глибина занурення                                            | 30 м | 30 м |
| Дальність плавання                                                  | 2 985 морських миль (5 528 км) на швидкості 7,5 вузлів (13,9 км/год) | 2 985 морських миль (5 528 км) на швидкості 7,5 вузлів (13,9 км/год) |
| Екіпаж                                                              | 22 офіцери та матроси | 22 офіцери та матроси |
| Розміри                                                             | | |
| Довжина найбільша (по КВЛ)                                          | 95,05 м | 95,05 м |
| Ширина корпусу найб.                                                | 8,33 м | 8,33 м |
| Середня осадка (по КВЛ)                                             | 5,13 м | 5,13 м |
| Водотоннажність надводна                                            | 430 т (стандартна) | 430 т (стандартна) |
| Силова установка                                                    | | |
| дизель-електрична; 2 × дизельних двигуни Vickers 2 × електродвигуни | | |
| Гвинти                                                              | 2 | 2 |
| Потужність                                                          | 2 × 240 к.с. (дизелі) 2 × 310 к.с. (електродвигун) | 2 × 240 к.с. (дизелі) 2 × 310 к.с. (електродвигун) |
| Озброєння                                                           | | |
| Торпедно- мінне озброєння                                           | 4 × 457-мм ТА, 8 торпед | 4 × 457-мм ТА, 8 торпед |

H49 (англ. HMS H49) — військовий корабель, підводний човен типу «H» Королівського військово-морського флоту Великої Британії часів Другої світової війни.
Підводний човен H49 був закладений 21 січня 1918 року на верфі компанії William Beardmore & Company у Далмуїрі. 15 липня 1919 року він був спущений на воду і 25 жовтня 1919 року увійшов до складу Королівського військово-морського флоту Великої Британії.

## Історія
H49 проіснував до Другої світової війни, коли його разом з іншими однотипними підводними човнами типу «H» перевели до навчальної флотилії в Гаріджі. Після падіння Франції в червні 1940 року ці навчальні підводні човни здійснювали оперативне патрулювання в Північному морі як запобіжний захід проти запланованого німецького вторгнення. 16 вересня 1940 року H49 під командуванням лейтенанта М. А. Ленглі випустив чотири торпеди по великому ворожому прибережному конвою і потопив 2189-тонне судно. Пізніше Ленглі був нагороджений Хрестом «За видатні заслуги». 1 жовтня човен випустив чотири торпеди по конвою з шести суден, але безуспішно.
Удень 18 жовтня під час десятого бойового походу H49 під командуванням лейтенанта Р. Е. Колтарта перебував у визначеній зоні патрулювання поблизу голландського узбережжя, коли було прийнято незвичайне рішення спливти на поверхню в денний час, ймовірно, припускаючи, що погана видимість завадить їх викрити. Однак британські моряки не побачили неподалік від місця спливання групу з п'яти німецьких озброєних траулерів 11-ї протичовнової флотилії, які негайно атакували ворожий підводний човен. Незважаючи на миттєве занурення, H49 був атакований глибинними бомбами німецьких патрульних кораблів UJ111, UJ116 і UJ118 під командуванням капітан-лейтенанта Вольфганга Кадена на борту UJ116 біля Тексела й затонув. Вижив лише один моряк, провідний кочегар Джордж Вільям Олівер із Гартлпула. Він був врятований німецькими траулерами, і решту війни провів у полоні в Марлагу М.